# Glenea craengiana
Glenea craengiana är en skalbaggsart som beskrevs av Aurivillius 1925. Glenea craengiana ingår i släktet Glenea och familjen långhorningar.
Artens utbredningsområde är Sulawesi. Inga underarter finns listade i Catalogue of Life.